# Oude stadhuis (Schiedam)

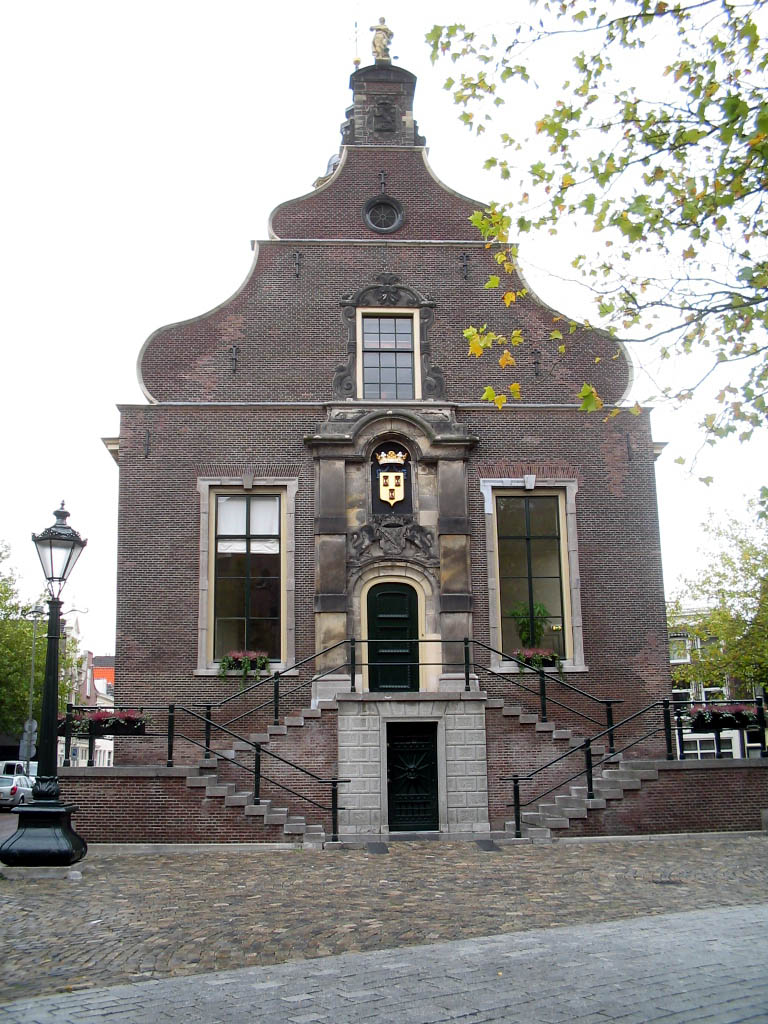
Voorgevel

Het Oude stadhuis van Schiedam is gelegen op de Grote Markt. Het in 1538 opgetrokken gebouw werd na brand (1604) in 1606 herbouwd, en in 1637 van de huidige topgevels voorzien. De dubbele trap dateert uit 1717-1718. In 1782 werd het door toenmalig stadsarchitect Rutger van Bol'es gemoderniseerd . 
De laatste vergadering van de gemeenteraad werd hier in januari 1973 gehouden. In een gedeelte van het stadhuis is een restaurant gevestigd, het andere deel wordt weer gebruikt voor trouwerijen, vergaderingen en representatieve doeleinden.
Prof. Mr. Pieter van Vollenhoven opende op 22 oktober 2004 het gerestaureerde Stadhuis, een restauratie die anderhalf jaar geduurd heeft en mogelijk gemaakt werd door een Kanjersubsidie van de Rijksdienst voor de Monumentenzorg.
Bij de restauratie van het oude stadhuis zijn zowel het interieur als het exterieur aan bod gekomen. Het schilderwerk, de plafonds en de inrichting van diverse kamers zijn onder handen genomen. Ook is de buitengevel hersteld en het torentje gerestaureerd.

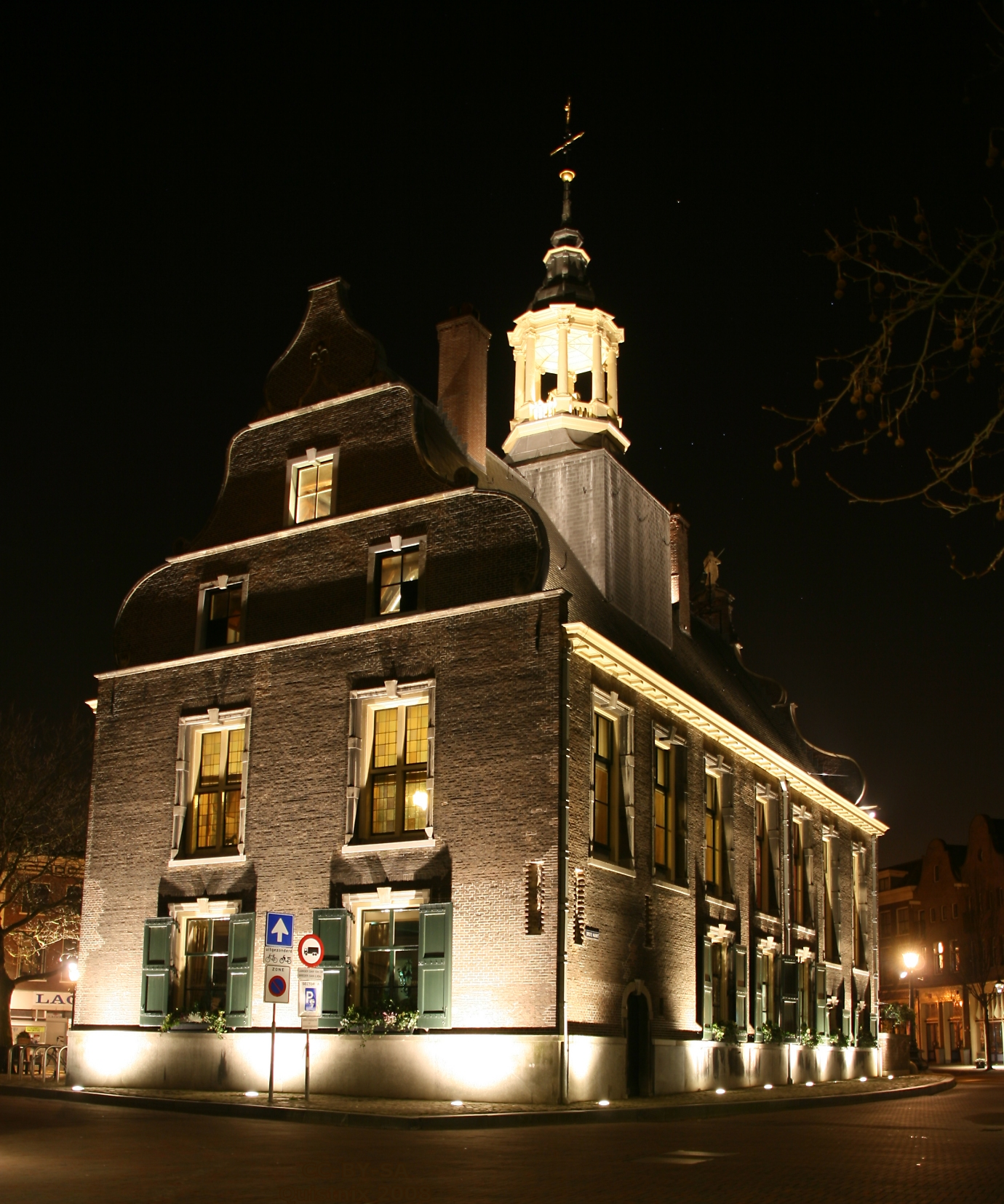
Achter- en zijgevel
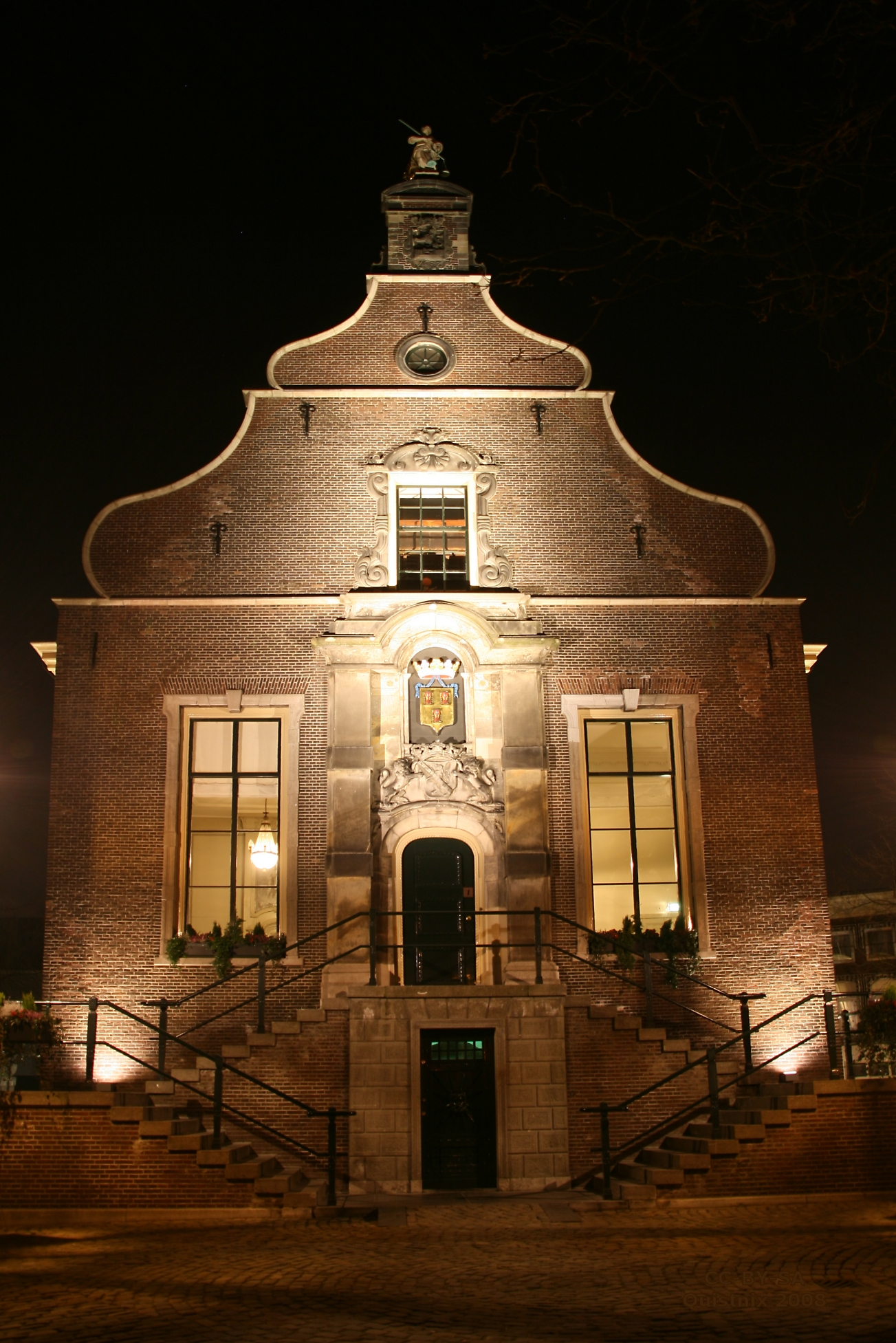
Voorgevel bij avond